# The Maze (album)
| Recensione | Giudizio |
| ---------- | -------- |
| AllMusic   |          |

The Maze è un album in studio di Vinnie Moore, pubblicato nel 1999 dalla Shrapnel Records.

## Tracce
1. The Maze
2. Kings of Kings
3. Cryptic Dreams
4. Never Been to Barcelona
5. Watching from the Light
6. The Thinking Machine
7. Eye of the Beholder
8. Rain
9. In the Healing Garden
10. Fear and Trepidation

## Formazione
- Vinnie Moore - chitarra
- Tony MacAlpine - tastiere
- Dave LaRue - basso
- Shane Gaalaas - batteria